# Oberwielenbach

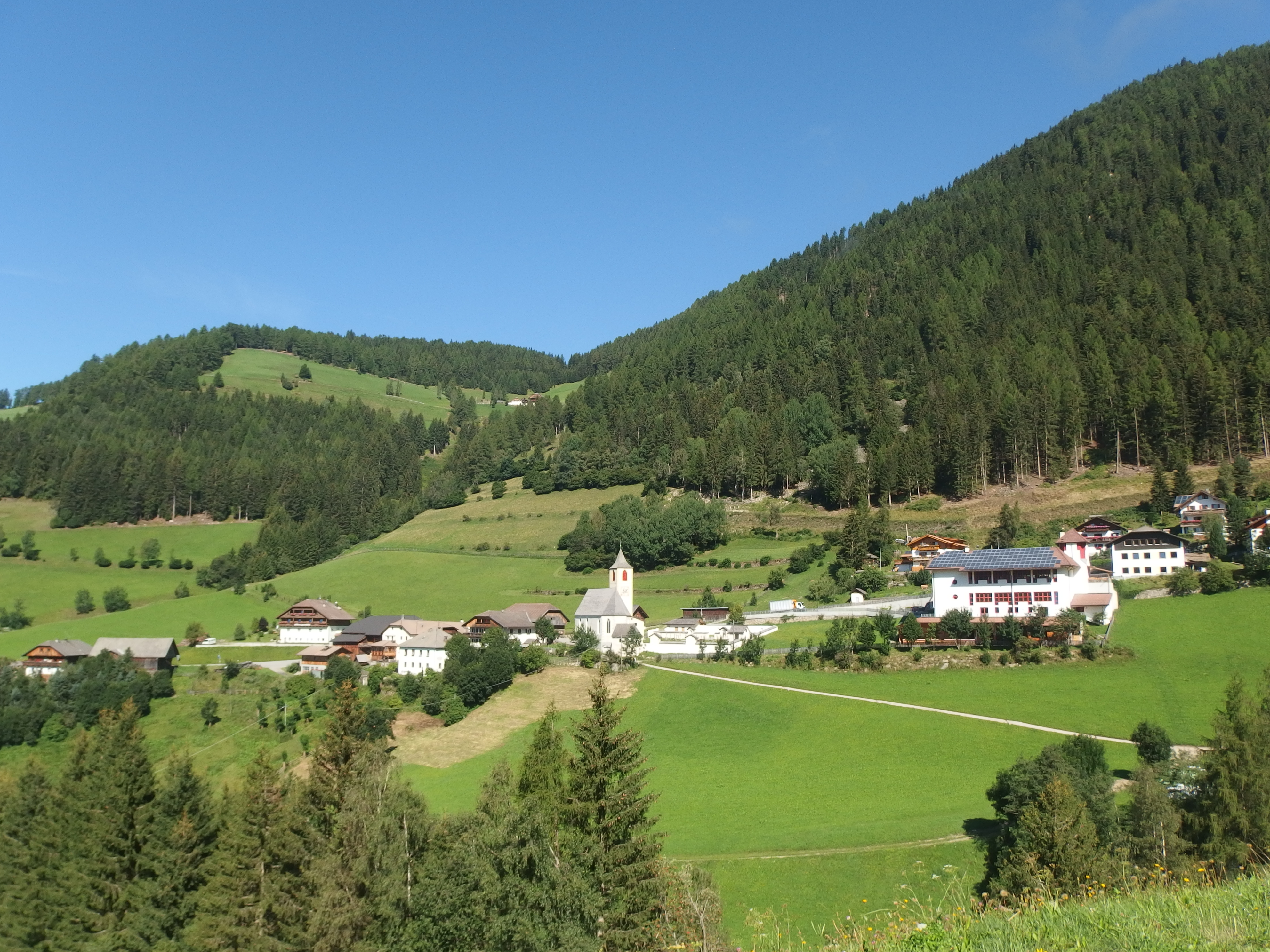
Blick auf Oberwielenbach

Oberwielenbach (italienisch Vila di Sopra) ist ein Dorf in Südtirol und eine Fraktion der Gemeinde Percha. Die Ortschaft liegt auf rund 1340–1410 m Höhe im Wielental, einem Seitental des Pustertals in der Rieserfernergruppe. Oberwielenbach hat rund 300 Einwohner und ist für den Kraftverkehr über die im Hauptort der Gemeinde Percha ihren Ausgangspunkt nehmende Talstraße erreichbar. 
Im kleinen Dorfkern befinden sich die spätgotische St.-Nikolaus-Kirche und eine deutsche Grundschule. Die Ortschaft dient als Ausgangspunkt für Wanderungen im Naturpark Rieserferner-Ahrn.
Der Ortsname wurde erstmals in den Traditionen des Hochstifts Brixen von ca. 1000 n. Chr. in der Zeit Bischof Albuins (995–1005) als Uuolinpach [Wolinpach] verschriftlicht. Er könnte aus den althochdeutschen Begriffen mulin („Mühle“) und bah („Bach“) hervorgegangen sein. Möglicherweise könnte er aber auch auf eine bajuwarische Wurzel zurückgehen („Bach des Wolo“ oder „wühlender Bach“).